# Junto Matsushita
Junto Matsushita (født 3. maj 1991) er en japansk fodboldspiller.
Han har spillet for flere forskellige klubber i sin karriere, herunder Matsumoto Yamaga FC og FC Machida Zelvia.